# Rektorat samodzielny Miłosierdzia Bożego w Cichawce
Rektorat samodzielny Miłosierdzia Bożego w Cichawce – rektorat na prawie parafii rzymskokatolickiej, znajdujący się w diecezji tarnowskiej, w  dekanacie Lipnica Murowana. 
Rektorat Rzymskokatolicki p.w. Miłosierdzia Bożego w Cichawce został erygowany 1 września 2019 roku przez ks. bp Andrzeja Jeża.